# Ted Lowe
Edwin Charles Ernest (Ted) Lowe (Lambourn, 1 november 1920 - 1 mei 2011) was een verslaggever van de BBC bij televisie-uitzendingen van snookerwedstrijden. Zijn stemgeluid is legendarisch geworden; hij kreeg de bijnaam Whispering Ted.
Lowe begon zijn omroeploopbaan op de radio in 1946. Vanaf 1969 leverde hij jarenlang het commentaar bij het snookerprogramma "Pot Black" op de BBC-televisie.
Daarnaast staat hij ook bekend om een aantal humoristische uitspraken. Zo zei hij bijvoorbeeld in het tijdperk van zwart-wittelevisie eens for those viewers watching in black and white, the pink ball is just behind the green. En tijdens een wedstrijd waarin Jimmy White speelde zei hij, toen de witte bal aan de achterband lag en het pak rode ballen helemaal dicht lag, dat the only thing Jimmy can do now is to gently roll up to the reds ..., waarna Jimmy White de witte keihard het pak in speelde om met een vierbalsplant een rode te potten, waarop Ted droogjes zei: I didn't spot thát one. Na zijn pensioen was hij tijdens het wereldkampioenschap snooker in 2005 nog wel te horen als commentator tijdens de finale tussen Matthew Stevens en Shaun Murphy.
Lowe schreef ook diverse boeken over snooker. Op 1 mei 2011, op de ochtend van de eerste dag van de finale van het World Snooker Championship 2011 overleed hij.